# Termitoderus grassei
Termitoderus grassei är en skalbaggsart som beskrevs av J. Mateu 1966. Termitoderus grassei ingår i släktet Termitoderus och familjen Aphodiidae. Utöver nominatformen finns också underarten T. g. senegalensis.